# Vraie (album)
Albums de Corinne Hermès
Ses plus grands succès
Vraie est un le premier album studio de la chanteuse Corinne Hermès, sorti en 2006, soit 27 ans après ses débuts d'artiste.

## Liste des titres
Toutes les paroles sont écrites par Frédéric Kocourek sauf Si c'est toi par Séverine Vincent, toute la musique est composée par Corinne Hermès.
| No  | Titre                       | Durée |
| --- | --------------------------- | ----- |
| 1.  | On vit comme on aime        | 3:11  |
| 2.  | S'il n'y avait pas les mots | 4:06  |
| 3.  | Je n'aurai plus peur        | 3:13  |
| 4.  | Vraie                       | 4:02  |
| 5.  | Ton absence                 | 3:18  |
| 6.  | Ceux qui donnent tout       | 3:33  |
| 7.  | Le jour est là              | 3:35  |
| 8.  | Tout s'est éloigné          | 3:47  |
| 9.  | Emmy                        | 3:23  |
| 10. | Je n'attendais que nous     | 3:47  |
| 11. | Si c'est toi                | 4:07  |

## Crédits
- Arrangements des cordes sur Si c'est toi : Pierre-Jean Scavino
- Arrangements des voix : Corinne Hermès
- Enregistré par Thierry Blanchard assisté de Raphaël Auclair à Hauts De Gammes Studio
- Mixé par Thierry Blanchard à Hauts De Gammes Studio
- Mastering : Raphaël Jonin à Dyam, Paris
- Productrice exécutive : Danielle Allègre

- Chant et chœurs : Corinne Hermès
- Arrangements, basse, claviers, guitares et programmations : Jean-Philippe Hann
- Batterie : Laurent Coppola
- Piano : Jean-Marie Négozio

Cordes sur Si c'est toi
- Violons : Hervé Cavelier, Hélène Corbellari
- Alto : Nathalie Carlucci
- Violoncelle : Frédéric Kret

## Singles
- On vit comme on aime - 2006
- S'il n'y avait pas les mots - 2006